# Списак српских историчара
Ово је списак људи који су по националности Срби а бавили су се или се баве проучавањем историје. 
|  |  |  |  |  |  |  |  |  |  |  |  |  |  |  |  |  |  |  |  |  |  |  |  |  |  |  |  |  |  |

## А
- Димитрије Аврамовић (1815—1855)
- Драган Алексић (1956)
- Љиљана Алексић-Пејковић (1926)
- Андреј Андрејевић (1935—1991)
- Александар Андрић Логос (1967)
- Ђорђе Антић (1895—1991)
- Чедомир Антић (1974)
- Ненад Антонијевић (1969)
- Здравко Антонић (1934—2009)
- Милош Антоновић (1959)
- Лазар Арсенијевић Баталака (1793—1869)

## Б
- Гордана Бабић (1932—1993)
- Никола Бабић (1926—1978)
- Сенка Бабовић-Распоповић (1953)
- Матија Бан (1818—1903)
- Никола Банашевић (1895—1992)
- Душан Т. Батаковић (1957—2017)
- Миливоје Башић (1869—1927)
- Никола Беговић (1821—1895)
- Владимир Ј. Белић (1877—1943)
- Угљеша Белић (1968)
- Борислав Берић (1874—1938)
- Душан М. Берић (1948—2023)
- Душан П. Берић (1920—1966)
- Бранко Бешлин (1960)
- Миливој Бешлин (1979)
- Ото Бихаљи Мерин (1904—1993)
- Миле Бјелајац (1955)
- Милош Благојевић (1930—2012)
- Обрен Благојевић (1912—2001)
- Димитрије Богдановић (1930—1986)
- Љубинка Богетић (1920—2014)
- Војислав Богићевић (1896—1981)
- Иван Божић (1915—1977)
- Душица Бојић (1963)
- Злата Бојовић (1939)
- Светозар Бошков (1973)
- Бранко Бошковић (1930)
- Ђурђе Бошковић (1904—1990)
- Стојан Бошковић (1833—1908)
- Саша Брајовић (1965)
- Бошко Бранковић (1984)
- Ђорђе Бубало (1969)
- Милан Булајић (1928—2009)

## В
- Михаило Валтровић (1839—1915)
- Горан Васин (1981)
- Милан Васић (1928—2003)
- Зоран Вељановић (1959)
- Стефан Верковић (1821—1893)
- Андрија Веселиновић (1949)
- Милојко В. Веселиновић (1850—1913)
- Милован Видаковић (1780—1841)
- Вук Винавер (1927—1986)
- Владан Виријевић (1971)
- Гаврило Витковић (1830—1902)
- Димитрије Витковић (1872—1957)
- Милан Влајинац (1877—1964)
- Петар Влаховић (1927—2016)
- Драган Војводић (1959)
- Михаило Војводић (1938—2025)
- Бранко Вујовић (1935—2017)
- Жарко Вујошевић (1976)
- Сава Вуковић (1930—2001)
- Миленко Вукомановић (1867—1930)
- Никола Вулић (1872—1945)
- Жељко Вујадиновић (1966)
- Бодин Вуксан (1955—2012)
- Душан Вуксан (1881—1944)
- Антоније Вучетић (1845—1931)
- Радина Вучетић (1972)

## Г
- Смиљка Габелић (1949)
- Вера С. Гавриловић (1923—2009)
- Владан Гавриловић (1970)
- Михаило Гавриловић (1868—1924)
- Славко Гавриловић (1924—2008)
- Милутин Гарашанин (1920—2002)
- Милена Гецић (1919—1979)
- Никола Гиљен (1971)
- Бранислав Глигоријевић (1935—2012)
- Мирјана Глигоријевић-Максимовић (1948)
- Венцеслав Глишић (1932)
- Гордана Гордић (1939—2022)
- Манојло Грбић (1844—1899)
- Миодраг Грбић (1901—1969)
- Радослав Грујић (1878—1955)
- Јован Грчић (1855—1941)
- Ружица Гузина (1914—1991)

## Д
- Војин Дабић (1949—2017)
- Харис Дајч (1983)
- Радован Дамјановић (1957)
- Перо Дамјановић (1921—2015)
- Ђуро Даничић (1825—1885)
- Миомир Дашић (1930—2020)
- Немања Девић (1989)
- Владимир Дедијер (1914—1990)
- Јевто Дедијер (1879—1918)
- Здравко Делетић (1950)
- Јерко Јеша Денегри (1936)
- Александар Дероко (1894—1988)
- Јован Деспотовић (1952)
- Бојан Димитријевић (1968)
- Сергије Димитријевић (1912—1988)
- Љубодраг Димић (1956)
- Душанка Динић Кнежевић (1935—2005)
- Михаило Динић (1899—1970)
- Ђорђе Драгић (1910—1998)
- Милорад Драгић (1891—1986)
- Предраг Драгић (1945—2012)
- Марко Драговић (1852—1918)
- Предраг Драгојевић (1962)
- Драгољуб Драгојловић (1928)
- Љубомир Дурковић-Јакшић (1907—1997)
- Јован Дучић (1871—1943)
- Нићифор Дучић (1832—1900)
- Слободан Душанић (1939—2012)

## Ђ
- Снежана Ђенић (1962)
- Небојша Ђокић (1959)
- Вићентије Д. Ђорђевић (1931)
- Владан Ђорђевић (1844—1930)
- Димитрије Ђорђевић (1922—2009)
- Драгослав Ђорђевић (1931—1989)
- Драгослав Ђорђевић (1910—2008)
- Живота Ђорђевић (1938)
- Иван М. Ђорђевић (1946—2004)
- Јован Ђорђевић (1868—1954)
- Јован Ф. Ђорђевић (1826—1900)
- Мирослав Р. Ђорђевић (1915—1977)
- Ненад Ђорђевић (1968)
- Слободан Ђорђевић (1921—2012)
- Тихомир Р. Ђорђевић (1868—1944)
- Аврам Ђукић (1844—1906)
- Стеван Ђурђевић (1885—1972)
- Веселин Ђуретић (1933—2020)
- Антоније Ђурић (1929—2020)
- Вељко Ђурић Мишина (1953)
- Војислав Ј. Ђурић (1925—1996)
- Иван Ђурић (1947—1997)
- Срђан Ђурић (1951)
- Арсен Ђуровић (1959—2012)
- Мирчета Ђуровић (1924—2011)
- Смиљана Ђуровић (1935)

## Е
- Милорад Екмечић (1928—2015)
- Глигорије Елезовић (1878—1960)
- Јелена Ердељан (1965)
- Јован Ердељановић (1874—1944)
- Властимир В. Ерћић (1927—1991)

## Ж
- Ђорђе Живановић (1908—1995)
- Живан Живановић (1852—1931)
- Милан Ж. Живановић (1899—1975)
- Паво Живковић (1944)
- Станислав Живковић (1923—2020)
- Тибор Живковић (1966—2013)
- Драгољуб Живојиновић (1934—2016)
- Мирјана Живојиновић (1938)
- Александар Животић (1981)
- Томислав Жугић (1934—2011)
- Никола Жутић (1952)

## З
- Милан Зеленика (1885—1964)
- Иларион Зеремски (1865—1931)
- Милош Зечевић (1838—1896)
- Милош Л. Зечевић (1880—1955)
- Милош Зечевић (1838—1896)
- Момчило Зечевић (1935—2017)
- Олга Зиројевић (1934)
- Јован Златић (1937)

## И
- Иван Иванић (1867—1935)
- Милан Ивановић (1923—2011)
- Милош Ивановић (1984)
- Алекса Ивић (1881—1948)
- Ђорђе Игњатовић (1919—2006)
- Јаков Игњатовић (1822—1889)
- Стеван Игњић (1922—2012)
- Јордан Илић (1883—1950)
- Никола Илић (1926—2019)
- Димитрије Исаиловић (1783—1853)
- Невен Исаиловић (1981)
- Момчило Исић (1952)

## Ј
- Милош Јагодић (1975)
- Гргур Јакшић (1871—1955)
- Милутин Јакшић (1863—1937)
- Драгослав Јанковић (1911—1990)
- Марија Јанковић (1941—2021)
- Зоран Јањетовић (1967)
- Марко Јачов (1949—2022)
- Алексеј Јелачић (1892—1941)
- Ристо Јеремић (1869—1952)
- Дејан Јечменица (1982)
- Алекса Јовановић (1846—1920)
- Јован Јовановић (1875—1931)
- Јован М. Јовановић (1869—1939)
- Љубомир Јовановић (1865—1928)
- Миодраг Јовановић (1932—2013)
- Мирослав М. Јовановић (1962—2014)
- Небојша Јовановић (1963)
- Радоман Јовановић (1934—2006)
- Слободан Јовановић (1869—1958)
- Андрија Јовићевић (1870—1939)
- Павле Јулинац (1730—1785)

## К
- Александар Кадијевић (1963)
- Василије Казимировић (1921—1997)
- Здравко Кајмаковић (1929—2009)
- Јованка Калић (1933)
- Хамдија Капиџић (1904—1974)
- Милан Карановић (1882—1955)
- Вук Стефановић Караџић (1787—1864)
- Реља Катић (1910—1992)
- Милан Кашанин (1895—1981)
- Душан Кашић (1914—1990)
- Стојан Кесић (1931—2015)
- Данило Кецић (1927)
- Бранка Кнежевић (1922—2021)
- Ђорђе Кнежевић (1922—1996)
- Божидар Ковачевић (1902—1990)
- Бранислав Ковачевић (1933—2009)
- Десанка Ковачевић-Којић (1925—2022)
- Душко М. Ковачевић (1956)
- Иван К. Ковачевић (1920—1989)
- Јован Ковачевић (1920—1988)
- Љубомир Ковачевић (1848—1918)
- Божидар Ковачек (1930—2007)
- Гаврило Ковијанић (1910—1994)
- Ристо Ковијанић (1895—1990)
- Милош Ковић (1969)
- Петар Колендић (1882—1969)
- Ивана Коматина (1984)
- Предраг Коматина (1984)
- Оливера Кондић (1936)
- Ранко Кончар (1938—2014)
- Војислав Кораћ (1924—2010)
- Саво Косановић (1838—1903)
- Драгутин Костић (1873—1946)
- Коста Костић (1875—1915)
- Мирослава Костић (1957)
- Мита Костић (1886—1980)
- Петар Костић (1852—1934)
- Урош Костић (1926—2006)
- Владимир Красић (1851—1891)
- Василије Крестић (1932)
- Петар Крестић (1963)
- Александар Крстић (1971)
- Никола Крстић (1829—1902)

## Л
- Милутин Лазаревић (1878—1954)
- Милан Лазић (1934—2024)
- Мирослав Лазић (1976)
- Зоран Лакић (1933—2022)
- Драгиша Лапчевић (1864—1939)
- Видо Латковић (1901—1965)
- Мишо Лековић (1923—1995)
- Ненад Лемајић (1960)
- Младен Лесковац (1904—1990)
- Борислава Лилић (1946—2010)
- Светозар Ливада (1928—2022)
- Светлана Лома (1954)
- Максим Лудајић (1818—1897)
- Душан Лукач (1926—2000)
- Чедомир Лучић (1939—2014)[1]

## Љ
- Ненад Р. Љубинковић (1940—2020)
- Радивоје Љубинковић (1910—1979)
- Радош Љушић (1949)

## М
- Георгије Магарашевић (1793—1830)
- Јанко Магловски (1946)
- Ђоко Мазалић (1888—1975)
- Војин Максимовић (1876—1942)
- Јованка Максимовић (1925—2002)
- Љубомир Максимовић (1938)
- Ненад Макуљевић (1966)
- Драги Маликовић
- Марица Маловић Ђукић (1949)
- Гавро Манојловић (1856—1939)
- Олга Манојловић-Пинтар (1966)
- Радмила Маринковић (1922—2017)
- Драгомир Марић (1893—1964)
- Јован Марјановић (1922—1980)
- Смиља Марјановић-Душанић (1963)
- Василије Марковић (1882—1920)
- Иван Р. Марковић (1982)
- Каменко М. Марковић (1950)
- Милутин Марковић (1908—1995)
- Миодраг Марковић (1962)
- Предраг Ј. Марковић (1965)
- Радослав Марковић (1865—1948)
- Слободан Г. Марковић (1972)
- Нико С. Мартиновић (1914—1975)
- Грга Мартић (1822—1905)
- Милан Матић (1931—1994)
- Петар Матковић (1830—1898)
- Данило Медаковић (1819—1881)
- Дејан Медаковић (1922—2008)
- Милорад Медаковић (1823—1897)
- Лидија Мереник (1958)
- Никола Мијатов (1988)
- Чедомиљ Мијатовић (1842—1932)
- Драгиша Мијушковић (1859—1903)
- Славко Мијушковић (1912—1989)
- Слободан Мијушковић (1948)
- Дејан Микавица (1964—2022)
- Григорије Микић (1882—1957)
- Ђорђе Микић (1942)
- Тома Миленковић (1935—2018)
- Радмила Милентијевић (1931—2022)
- Антун Милетић (1931)
- Даница Милић (1924—2011)
- Јован Милићевић (1927—1984)
- Милан Ђ. Милићевић (1831—1908)
- Милош С. Милојевић (1840—1897)
- Горан Милорадовић (1965)
- Оливера Милосављевић (1951—2015)
- Милош Милошевић (1920—2012)
- Бранислав Милутиновић (1949—2014)
- Драгутин Драгиша Милутиновић (1840—1900)
- Сима Милутиновић Сарајлија (1791—1847)
- Бојан Миљковић (1965)
- Ема Миљковић Бојанић (1967)
- Петар Миљковић Пепек (1929—2003)
- Јован Мирковић (1943—2020)
- Лазар Мирковић (1885—1968)
- Мирко Мирковић (1924—1997)
- Мирослава Мирковић (1933—2020)
- Андреј Митровић (1937—2013)
- Јеремија Д. Митровић (1910—2011)
- Радмила Михаиловић (1922—1993)
- Стеван Михалџић (1861—1941)
- Раде Михаљчић (1937—2020)
- Синиша Мишић (1961)
- Божица Младеновић (1963—2020)
- Димитрије Момировић Стојановић (1806—1854)
- Јелена Мргић (1972)

## Н
- Сава Накићеновић (1882—1926)
- Бранислав М. Недељковић (1907—1989)
- Слободан М. Ненадовић (1975)
- Јован Нешковић (1929—2006)
- Светозар Никетић (1842—1900)
- Божидар Николајевић (1877—1947)
- Георгије Николајевић (1807—1896)
- Иванка Николајевић (1921—1990)
- Константин Николајевић (1821—1877)
- Светомир Николајевић (1844—1922)
- Владимир Николић (1853—1931)
- Дејан Николић (1965)
- Илија Николић (1922—2008)
- Исидор-Србоградски Николић (1806—1862)
- Коста Николић (1963)
- Маја Николић (1973)
- Гојко М. Николиш (1911—1995)
- Томица Никчевић (1922—1982)
- Виктор Новак (1889—1977)
- Реља Новаковић (1911—2003)
- Стојан Новаковић (1842—1915)

## О
- Марија Обрадовић (1958)
- Милован Обрадовић (1933)
- Стојан Обрадовић (1817—1879)
- Петар Опачић (1927—2015)
- Захарија Стефановић Орфелин (1726—1785)
- Тихомир Остојић (1865—1921)
- Георгије Александрович Острогорски (1902—1976)

## П
- Бранко Павићевић (1922—2012)
- Никола Ф. Павковић (1931)
- Драгољуб Павловић (1903—1966)
- Драгољуб М. Павловић (1866—1920)
- Живко Павловић (1871—1938)
- Леонтије Павловић (1914—1997)
- Стеван Павловић (1829—1908)
- Стеван К. Павловић (1933—2022)
- Сања Пајић (1964)
- Радоје Пајовић (1934—2019)
- Александар Палавестра (1956)
- Влајко Палавестра (1927—1993)
- Душан Пантелић (1879—1955)
- Мирослав Пантић (1926—2011)
- Фанула Папазоглу (1917—2001)
- Ђорђе Пејановић (1878—1962)
- Ђорђије Пејовић (1914—1983)
- Жарко Петковић (1968)
- Сава Петковић (1878—1957)
- Сретен Петковић (1930—2015)
- Бранко Петрановић (1927—1994)
- Владимир Љ. Петровић (1979)
- Даница Петровић (1946)
- Илија Петровић (1938)
- Љубомир Ж. Петровић (1970)
- Мајкл Боро Петровић (1922—1989)
- Миодраг М. Петровић (1936)
- Никола Петровић (1910—1997)
- Мирослав Перишић (1959)
- Душан Перовић (1905—1975)
- Латинка Перовић (1933—2022)
- Радослав Перовић (1903—1970)
- Десанка Пешић (1927—2007)
- Срђан Пириватрић (1966)
- Михаило Полит-Десанчић (1833—1920)
- Чедомир Попов (1936—2012)
- Бранислав О. Поповић (1978)
- Васиљ Поповић (1887—1941)
- Владислав Поповић (1930—1999)
- Даница Поповић (1951)
- Душан Ј. Поповић (1894—1965)
- Љубица Д. Поповић (1932)
- Мирјана Поповић-Раденковић (1920—1959)
- Мирослав М. Поповић (1981)
- Никола Поповић (1939)
- Олга Поповић-Обрадовић (1954—2007)
- Павле Поповић (1868—1939)
- Петар Поповић (1899—1987)
- Тома Поповић (1930—2002)
- Небојша Порчић (1973)
- Милорад Прелевић (1932—2007)
- Коста Протић (1831—1892)
- Милан Ст. Протић (1957)
- Медо Пуцић (1821—1882)

## Р
- Радивој Радић (1954)
- Радмила Радић (1958)
- Филип Радичевић (1839—1917)
- Бориша Радовановић (1950)
- Мира Радојевић (1959)
- Ђорђе Радојичић (1905—1970)
- Никола Радојичић (1882—1964)
- Светозар Радојчић (1909—1978)
- Јован Радонић (1831—1899)
- Недељко Радосављевић (1965)
- Милан Радујко (1957)
- Велиша Раичевић – Псуњски (1903—1972)
- Јован Рајић (1726—1801)
- Сузана Рајић (1973)
- Зоран Ракић (1960)
- Александар Раковић (1972)
- Новица Ракочевић (1927—1998)
- Милена Репајић (1987)
- Александар Растовић (1969)
- Јелена Рафаиловић (1984)
- Дејан Ристић (1972)
- Јован Ристић (1831—1899)
- Милан Ристовић (1953)
- Маријана Рицл (1955)
- Мелина Рокаи (1985)
- Петар Рокаи (1945)
- Димитрије Руварац (1842—1931)
- Иларион Руварац (1832—1905)

## С
- Милан Савић (1845—1936)
- Никола Самарџић (1961)
- Радован Самарџић (1922—1994)
- Мирослав Свирчевић (1970—2014)[2]
- Живко Секулић (1931)
- Милован Секулић (1931)
- Василије Симић (1902—1990)
- Василије Симић (1927)
- Владимир Симић (1976)
- Гордана Симић (1950)
- Радивоје Симоновић (1858—1950)
- Душан Синдик (1933—2017)
- Илија Синдик (1888—1958)
- Владислав Скарић (1869—1943)
- Саво Скоко (1923—2013)
- Ђоко Слијепчевић (1907—1993)
- Александар Соловјев (1890—1971), руски емигрант
- Крунослав Спасић (1924—2006)
- Момчило Спремић (1937)
- Драгослав Срејовић (1931—1996)
- Пантелија Срећковић (1834—1903)
- Васа Стајић (1878—1947)
- Александар Стаматовић (1967)
- Павле Стаматовић (1805—1863)
- Радомир Станић (1932—1996)
- Влада Станковић (1973)
- Ђорђе Станковић (1944—2017)
- Владимир Станојевић (1886—1976)
- Глигор Станојевић (1919—1989)
- Маринко Станојевић (1874—1949)
- Станоје Станојевић (1874—1937)
- Нинослав Станојловић (1964)
- Иван Стевовић (1965)
- Данијела Стефановић (1973)
- Живан Стојковић (1937—2024)
- Борис Стојковски (1982)
- Добрила Стојановић (1925—2018)
- Дубравка Стојановић (1963)
- Љубомир Стојановић (1860—1930)
- Трајан Стојановић (1920—2005)
- Владимир Стојанчевић (1923—2017)
- Александар Стојачковић (1822—1896)
- Мирослав Стојиљковић (1924—2001)
- Ана Столић (1962)
- Драгослав Страњаковић (1901—1966)
- Ђорђе Стратимировић (1858—1936)
- Стефан Стратимировић (1757—1836)
- Владо Стругар (1922—2019)
- Гојко Суботић (1931)
- Јован Суботић (1817—1886)
- Каменко Суботић (1870—1932)

## Т
- Јорјо Тадић (1899—1969)
- Жарко Татић (1894—1931)
- Мирјана Татић-Ђурић (1924—2013)
- Велимир Терзић (1908—1983)
- Славенко Терзић (1949)
- Мирослав Тимотијевић (1950—2016)
- Бранислав Тодић (1952)
- Десанка Тодоровић (1924—1980)
- Драгоје Тодоровић (1919—2007)
- Драгомир Тодоровић (1939)
- Лазар Томановић (1845—1932)
- Светлана Томековић (1941—1994)
- Јаша Томић (1856—1922)
- Јован Томић (1869—1932)
- Светозар Томић (1872—1954)
- Гордана Томовић (1941)
- Ђуро Тошић (1946—2019)
- Љубинка Трговчевић Митровић (1948—2022)
- Ђорђе Трифуновић (1934)
- Лазар Трифуновић (1929—1983)
- Радмила Тричковић (1939—2011)
- Глигорије Трлајић (1766—1811)
- Сима Тројановић (1862—1935)
- Јасмина Тутуновић-Трифунов (1974)

## Ћ
- Лазар Ћелап (1887—1967)
- Војислав Б. Ћирковић (1930)
- Сима Ћирковић (1929—2009)
- Владимир Ћоровић (1885—1941)
- Мирјана Ћоровић-Љубинковић (1910—1996)
- Пејо Ћошковић (1952)
- Ружа Ћук (1949—2007)
- Слободан Ћурчић (1940—2017)

## У
- Александар Узелац (1981)

## Ф
- Ненад Фејић (1950)
- Божидар Ферјанчић (1929—1998)
- Снежана Ферјанчић (1967)
- Јадран Ферлуга (1920—2004)
- Миленко С. Филиповић (1902—1969)
- Александар Форишковић (1932—1990)
- Александар Фотић (1960)

## Х
- Милош Хамовић (1933—1997)
- Јован Хаџић (1799—1869)
- Богумил Храбак (1927—2010)

## Ц
- Бранислав Цветковић (1964)
- Драган Цветковић (1969)
- Славољуб Цветковић (1933—2005)
- Срђан Цветковић (1972)
- Лепосава Цвијетић (1925)
- Божо Цвјетковић (1879—1952)
- Љубивоје Церовић (1936—2015)
- Младен Црногорчевић (1863—1902)

## Ч
- Веселин Чајкановић (1881—1946)
- Борисав Челиковић (1962)

## Џ
- Урош Џонић (1887—1968)

## Ш
- Срђан Шаркић (1948)
- Божидар Шекуларац (1944)
- Лепосава Шелмић (1944—2002)
- Петар Д. Шеровић (1887—1968)
- Никола Шкеровић (1884—1972)
- Гавро Шкриванић (1900—1984)
- Чедомир Штрбац (1940—2024)
- Марко Шуица (1967)
- Марица Шупут (1943)